# Абдельмаджид Лахаль
 Абдельмаджид Лахаль (11 ноября 1939, Бизерта — 27 сентября 2014, Тунис) — тунисский актёр театра и кино, театральный режиссёр.
Он перевёл на арабский язык пьесы Карло Гольдони, Антона Чехова, поставил их в Муниципальном театре Туниса.

## Биография

### Ранние годы
Родился в городе Бизерта 11 ноября 1939 года, он со своей семьёй жил в Хаммам-Лифе. Свою первую роль Абдельмаджид исполнил в 'Khātimat al-naffāf' в 1948 году, когда ему было 9 лет. 

### Карьера
Также он организовал и руководил Театром Туниса, труппа театра три раза выступала на сцене парижского 'Théâtre de la Ville', также гастролировала в Австрии Алжире, Марокко, Ливии, Египте и Ливане.
В 1960 году он поступил в Национальный институт театра, музыки и танца в Тунисе, где преподавал в течение трёх лет.
В 1965 году он поставил «Жоржа Дандена» Мольера с Тунисской группой аль-Нухуд.

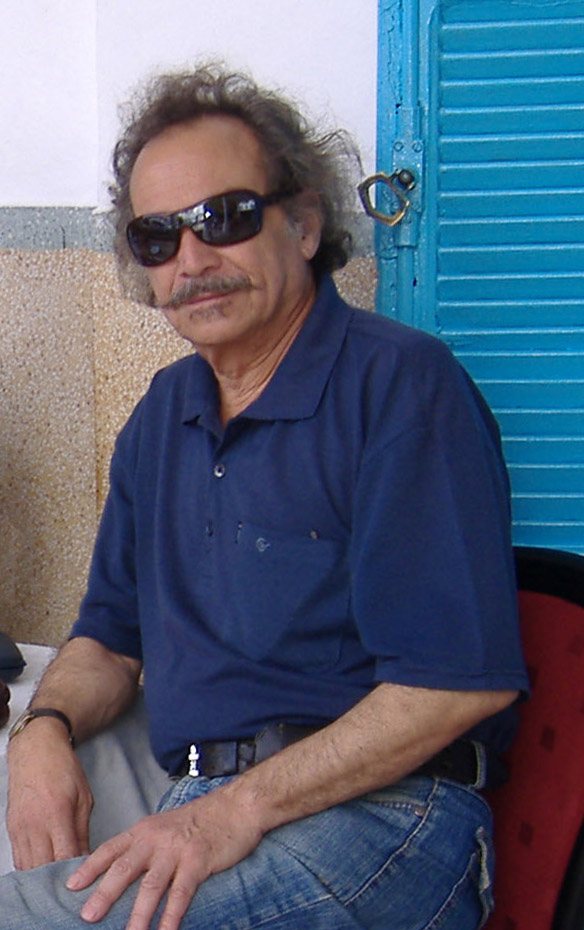
Aбдельмаджид Лахаль в отеле св. Георгия, Тунис. 2006

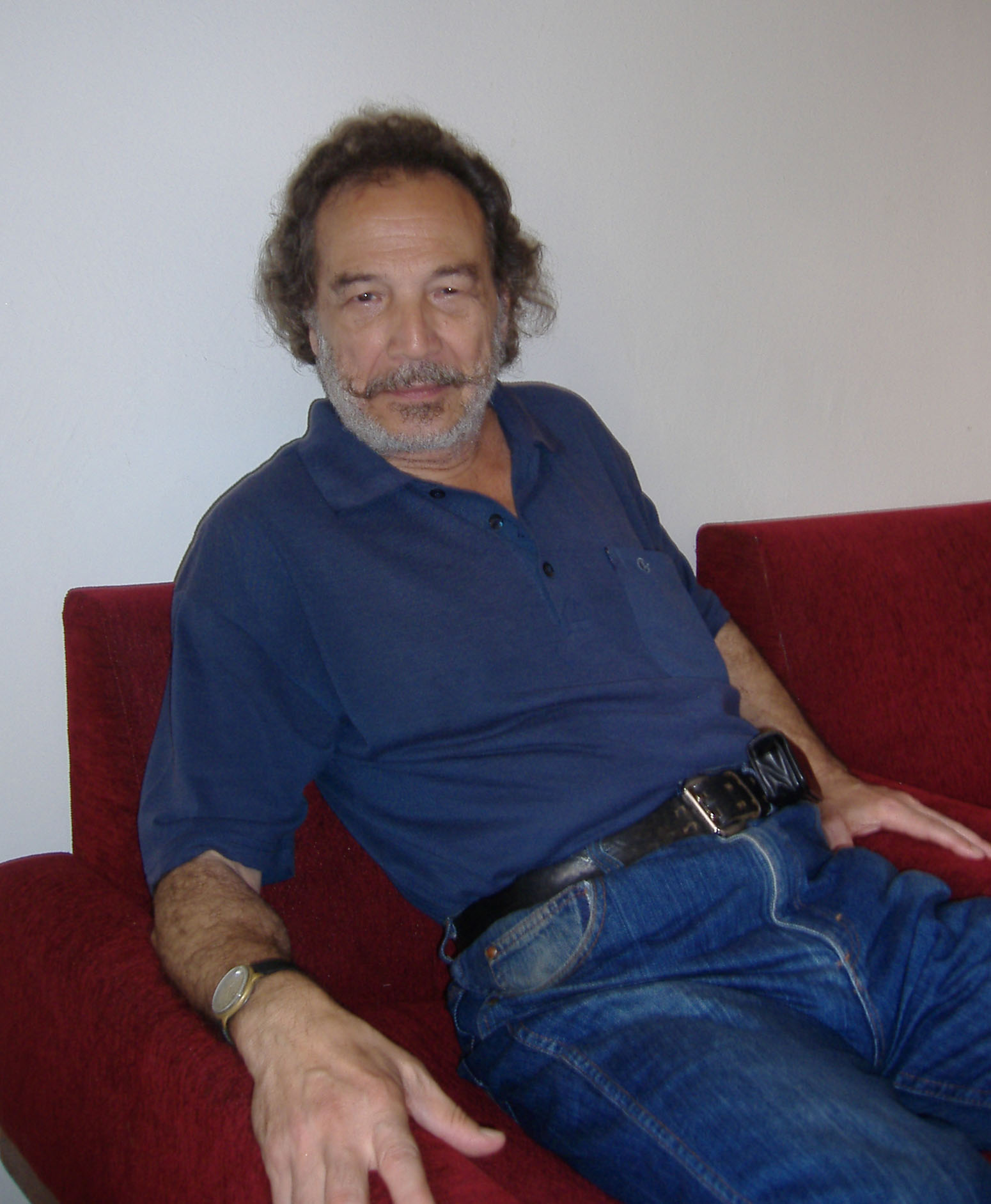
Абдельмаджид Лахаль в 2007

## Фильмография

### Актёрские работы
- 1975: Мессия, реж. Роберто Росселини
- 1976: Фатьма 75, реж. Салма Баккар
- 1977: Иисус из Назарета, реж. Франко Дзеффирелли
- 1979: Азиза, Абдельатиф бен Аммар
- 1981: Миражи, реж. Абдельхафид Боусида
- 1987: La mort en face, реж. Мохамед Дамак
- 1990: Un bambino di nome Gesù, реж. Франческо Рози
- 1991: Le vent des destins, реж. Ахмед Джемай
- 1993: Échec et mat, реж. Рахид Ферчиой
- 2000: Фатьма, реж. Халид Джорбай
- 2000: Одиссея, реж. Брахим Бабай
- 2011: Чёрное золото

## Театр

### Режиссёрские работы
- 1971: Huit Femmes of Роберт Томас. (перевод)
- 1974: Венецианский купец Шекспир (перевод), Международный фестиваль де Картаж
- 1977: Noces de sang, Федерико Гарсия Лорка (адаптация)
- 1978: Une nuit des mille et une nuits, Нуреддин Кашбуи
- 1979: Bine Noumine (Entre deux songes), Али Дуги (оперетта), открытие Международного фестиваля де Монастир
- 1981: El Forja (The Spectacle), Ламин Нахди, открытие 'Фестиваля ду Принтемпс', 'Муниципальный театр Туниса'
- 1985: La Jalousie, де Мохамед Лабиди
- 1986: Volpone, Джулиус Ромейнс и Стефан Цвайг (перевод Мохамеда Абдельазиза Агреби)
- 1987: Ettassouira, Абдессалам эль Бех
- 1991: Le quatrième monde де Абделлатиф Хомрони, открытие 'Национального фестиваля де ля Джульетта'
- 2000: El Khsouma (Baruffe a Chioggia), Карло Гольдони (адаптация)
- 2003: Fine Essaada, Таофик Хаким (адаптация)
- 2005: Чайка, Антон Чехов (перевод)